# Ingvar el Viajero
Ingvar el Viajero (nórdico antiguo: Yngvarr víðförli) fue el caudillo de una infructuosa incursión vikinga contra Persia, en 1036–1042.
A lo largo del siglo X hubo varias incursiones de los rus en el mar Caspio. En la Yngvars saga víðförla describe la que fue última campaña vikinga en el Caspio en 1041, sumando mucha leyenda a los hechos históricos. La expedición partió desde Suecia con Ingvar el Viajero a la cabeza, que cursó el río Volga hasta la tierra de los sarracenos, que ellos llamaban Serkland. Mientras estuvieron en la zona, aparentemente tomaron parte en la batalla de Sasireti.
No existen menos de veintiséis piedras rúnicas de Ingvar, veinticuatro de ellas localizadas en el lago Mälaren, región de Uppland en Suecia, haciendo referencia a guerreros suecos que fueron con Ingvar a esa expedición hacia tierras sarracenas, acción que probablemente tenía el propósito de reabrir la ruta comercial del Volga, ahora que los búlgaros del Volga y los jázaros ya no ponían obstáculos. Una piedra levantada por el hermano de Ingvar indica que fueron al Este en busca de oro pero que murió en tierra sarracena.

## Fuentes

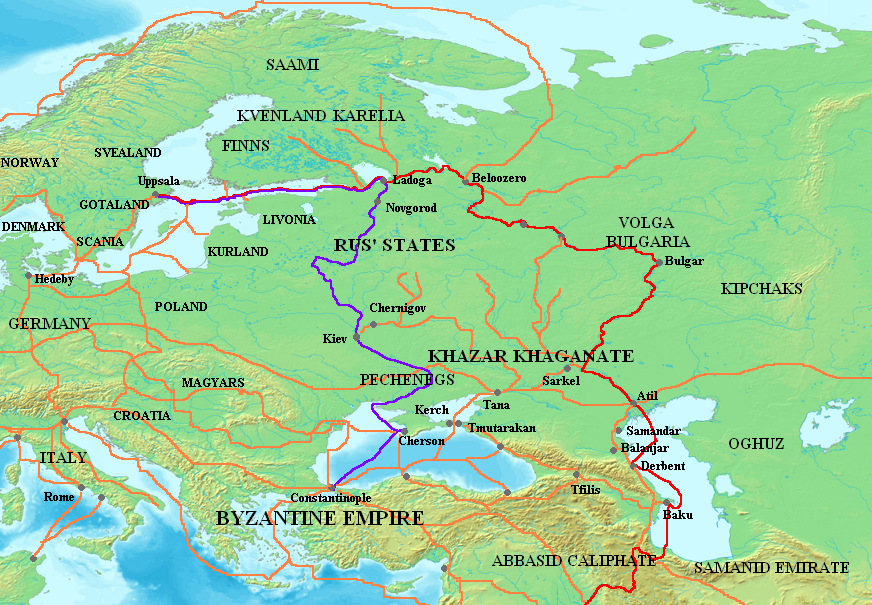
Mapa con las principales rutas de comercio varegas: la ruta comercial del Volga (en rojo) y la ruta comercial de los varegos a los griegos (en morado). El resto de las rutas comerciales de los siglos VIII al XI aparecen en color anaranjado.

## Vida

### Origen
Existen tres teorías sobre el origen de Ingvar. De acuerdo con una de ellas, sostenida por los investigadores Otto von Friesen y Elena Mélnikova, la Yngvars saga víðförla transmite información sobre su origen de forma correcta, hijo del varego Eymundr, quien a su vez era hijo del caudillo sueco Áki y de la hija del rey Eric el Victorioso.
Una segunda teoría sugiere que Ingvar era hijo de un príncipe sueco llamado Eymundr, hijo de Eric el Victorioso y hermano de Olaf Skötkonung. La existencia de este príncipe Eymundr había sido sugerida por Lauritz Weibull (1911) y J. Svennung (1966). Esta teoría se basa en la revaluación de la edad de las piedras rúnicas, propuesto por Elias Wessén y Sune Lindquist quienes sugieren que las piedras rúnicas de Ingvar fueron labradas a principios del siglo XI.
La tercera teoría, propuesta por F. Braun, y basada también en piedras rúnicas U 513, U 540, Sö 179 y Sö 279, Ingvar era hijo del rey sueco Emund el Viejo, y nieto de Olof Skötkonung. Edmundo el Viejo tuvo dos esposas, Tola y Ragnhildr. Tola sería madre de Haraldr según la piedra rúnica Sö 179, y Ragnhild sería la madre de Önundr, Eiríkr, Ragnarr y Hákon según las piedras rúnicas U 513 y U 540.
El origen de Ingvar estaba, sin embargo, ya en debate en época de los artesanos de las piedras rúnicas, o en palabras de Oddr Snorrason:
Sabemos que hay recitadores de sagas quienes afirman que Yngvarr era hijo del rey Anund Jacobo, porque pensaban que sería muy honorable citarle como hijo de un rey. Y dicen que Önundr de buena gana hubiera cedido todas sus posesiones a cambio de la vida de Yngvarr, porque a todos los caciques suecos les hubiera encantado tenerle [Yngvarr] como su rey.

### Expedición

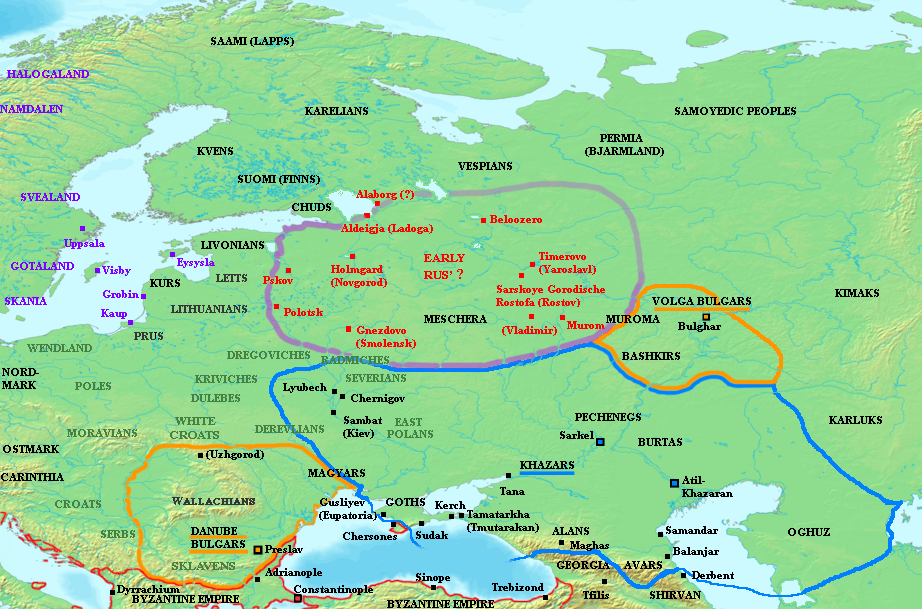
Mapa mostrando los primeros asentamientos varegos a mediados del siglo IX (en rojo), otros asentamientos nórdicos (en morado). Los emplazamientos de tribus eslavas (en gris). La demarcación (en azul) indica la extensión del territorio e influencia de los jázaros.

Es posible que fuera el rey Anund Jacobo o su hermano y sucesor Emund el Viejo quien reunió el leidang. 
Los participantes fueron incluso seleccionados entre diferentes husby (distritos o aldeas), y 24 de las 26 piedrás rúnicas de Ingvar pertenecían a Suecia (en el sentido contemporáneo de país: Svealand) y 2 de los territorios gautas de Östergötland. Los folkland de Attundaland no tomaron parte probablemente a propósito para disponer de una fuerza defensiva en Suecia, mientras la mayor parte de fuerzas armadas estaban lejos.
Anund Jacob era hermano de Ingegerd Olofsdotter quien se casó con Yaroslav I el Sabio que conquistó Kiev en 1019 a su hermano Sviatopolk I de Kiev. Este triunfo fue posible con la ayuda de los varegos, y según la saga de Ingvar, fueron liderados por su padre Eymund. 
Más tarde Yaroslav tuvo problemas con los pechenegos, una tribu nómada. La expedición permaneció algunos años en Kiev luchando contra ellos, y hasta 1042 no siguieron su camino hacia el Mar Negro llegando a Särkland, territorio cristiano de Georgia.

## Secuelas
Según la saga sobre Ingvar, solo regresó una nave. Las 26 piedras rúnicas lo testifican, ya que ninguna menciona supervivientes entre los participantes. Como ejemplo, la frase más común usada en los epitafios lo encontramos en la piedra rúnica de Gripsholm:

Murieron en el Este, en Särkland.

Adán de Bremen consideró el desastre como un castigo divino por el rechazo del rey a la elección del obispo Adalberto de Bremen y elegir a su propio obispo Osmundos para dirigir la Archidiócesis de Bremen.